# Ош (стадион)
Центра́льный стадио́н «Ош» и́мени Ахматбе́ка Суюмба́ева (кырг. Акматбек Сүйүмбаев атындагы «Ош» борбордук стадиону) — многоцелевой стадион во втором по численности населения городе Кыргызстана — Оше, на левом берегу реки Ак-Буура́ (Акбура́), недалеко от центральной площади, где установлен памятник Ленину. Напротив стадиона расположен Ошский национальный драматический театр имени Ибраимова. Построен в середине прошлого века, вмещает 12 тысяч зрителей. Стадион назван в честь Ахматбе́ка Суттуба́евича Суюмба́ева — советского государственного и партийного деятеля.
Является вторым по вместимости стадионом в Киргизии после стадиона «Спартак» имени Долёна Омурзакова в столице страны Бишкеке. Является домашней ареной местных клубов «Алай», «Академия» и «Ак-Бура». В 2017 году стадион был капитально реконструирован.